# 單身貴族 (電影)
《單身貴族》是陳學人執導的香港愛情電影，1989年暑假於香港及台灣上映。

## 劇情
Fion任職室內設計師，與律師男友Michael相戀多年，二人均享受單身貴族生活，暫無結婚打算。裝修工人大弟，承辦了Fion之設計公司的裝修工程。Fion與大弟初次見面時產生誤會，互相產生壞印象。事業上Fion深受老闆的賞識，卻被同事嫉妒和陷害，憤而辭職，決定與男友去紐約。怎料在機場又目睹男友與閨中好友親暱之舉，Fion非常傷心。為開創自己的事業，Fion接得一項裝修別墅的工程，需在短時間內完成，迫於無奈，找大弟幫忙。工程進行中，Fion與大弟由最初互不相讓，逐漸諒解至互相欣賞，大弟對Fion且產生愛意。工程完成，Michael再次出現，極力挽回與Fion的感情，Fion不知如何抉擇……

## 演員
| 演員   | 角色    | 粵語配音 | 暱稱 / 關係                      |
| 張學友 | 大 弟   | 朱子聰   | 弟哥 嬌的男友，後分手            |
| 鄭裕玲 | Fion張  | 鄭裕玲   | Michael的女友，後分手            |
| 董 驃  |         | 董 驃    | 大弟的父親                       |
| 王敏德 | Michael |          | Fion的男友，後分手               |
| 吳家麗 | Joy     |          | Fion的好友，後反目 Michael的男友 |
| 王文君 | Lolita  |          | Fion的好友 James的女友           |
| 劉碧儀 | 嬌      |          | Vivian、VV仁 大弟的女友，後分手  |
| 關佩琳 | 妹 頭   | 關佩琳   | 大弟的妹妹                       |
| 吳啟華 | Tony    |          | Fion的前下屬                     |
| 林敏驄 | James   |          | Lolita的男友                     |
| 馮世雄 | Steven  |          | Fion的前上司                     |
| 何偉龍 | 肥仔水  |          | 米酒頭 大弟的工友                |
| 陳志輝 |         |          | 大弟的工友                       |
| 周文健 | Pierre  |          | Fion的相親對象                   |
| 葉榮祖 | 莊 生   | 金貴     |                                  |
| 高志森 | 森      |          |                                  |
| 余慕蓮 |         |          |                                  |
| 陳安瑩 | Ann     |          | K100 Fion的前秘書                |
| 田啟文 |         |          | 流氓                             |
| 馮粹帆 |         |          | 的士司機                         |
| 鄭君綿 | 鄭君綿  |          | （客串演出）                     |

## 電影歌曲
| 曲別   | 歌名                | 演唱者         | 作曲           | 作詞           | 編曲           |
| ------ | ------------------- | -------------- | -------------- | -------------- | -------------- |
| 主題曲 | 〈給我親愛的〉      | 張學友         | 桑田佳祐       | 簡寧           | 杜自持         |
| 插曲   | 〈賭仔自嘆〉        | 鄭君綿         | 胡文森         | 鄭君綿         | 黃世昌         |
| 插曲   | 〈The Lady in Red〉 | Chris De Burgh | Chris De Burgh | Chris De Burgh | Chris De Burgh |

## 外部連結
- 開眼電影網上《單身貴族》的資料（繁體中文）
- 香港影庫上《單身貴族》的資料（繁體中文）
- 时光网上《單身貴族》的資料（简体中文）
- 豆瓣电影上《單身貴族》的資料 （简体中文）
- 爛番茄上《單身貴族》的資料（英文）
- 互联网电影数据库（IMDb）上《單身貴族》的资料（英文）